# Pointe-Noire (Gwadelupa)
Pointe-Noire – miasto na Gwadelupie (departament zamorski Francji). Według danych szacunkowych na rok 2008 liczy 7 377 mieszkańców..